# راه‌آهن چین
راه‌آهن چین (انگلیسی: China Railway) شرکت ترابری ریلی چینی است، که در سال ۲۰۱۳ تأسیس شد.